# 鍋島信房
鍋島 信房（なべしま のぶふさ）は、戦国時代から江戸時代前期の武将。肥前国の大名龍造寺氏の重臣。佐賀藩家老神代鍋島家の祖。藤津郡の家臣団「藤津衆」を侍大将として統轄していた。

## 生涯
父・鍋島清房や弟の直茂ともに龍造寺隆信に仕える。天正4年（1576年）に鹿島城の前身である常広城を築城してここを拠点とした。隆信の死後は、弟・直茂に従って引き続き鹿島を治めた。慶長13年（1608年）に直茂の次男・鍋島忠茂に常広城を譲って肥前国高来郡神代（現在の長崎市雲仙市）に移ったが、翌年に没した。
信房の子・鍋島茂治の伝記を書いた帆足清勝によれば享年81であったという。